# Городок (Пителинский район)
Городок — деревня в Пителинском районе Рязанской области. Входит в Потапьевское сельское поселение

## География
Находится в северо-восточной части Рязанской области на расстоянии приблизительно 7 км на северо по прямой от районного центра поселка Пителино на правом берегу речки Пёт.

## История
В 1862 году здесь (тогда выселок Елатомского уезда Тамбовской губернии) было учтено 18 дворов.

## Население
Численность населения: 128 человек (1862 год), 13 в 2002 году (русские 100 %), 5 в 2010.